# Trois dans un lit
Pour plus de détails, voir Fiche technique et Distribution.
Trois dans un lit (Tre sotto il lenzuolo) est une comédie érotique italienne à sketches réalisée par Michele Massimo Tarantini et Domenico Paolella et sortie en 1979. 
Le film se compose de trois épisodes : Sabato mattina et L'omaggio, réalisés par Tarantini, et No, non è per gelosia de Paolella.

## Synopsis
Andrea, Giorgio et M. Sgarbozzi sont trois hommes mariés aux prises avec des tromperies, des malentendus et des escapades perpétrées contre leurs femmes, leurs ex-femmes, leurs maîtresses et leurs rivaux en amour. Le dénominateur commun du film est que les embrouilles et les trahisons se déroulent toujours au lit.

## Fiche technique
- Titre français : Trois dans un lit (titre VHS)
- Titre italien : Tre sotto il lenzuolo[1]
- Réalisation : Michele Massimo Tarantini (ep. Sabato mattina et L'omaggio), Domenico Paolella (ep. No, non è per gelosia)
- Scénario : Giorgio Mariuzzo (it), Michele Massimo Tarantini, Teodoro Corrà, Antonio Fiore
- Photographie : Sergio Rubini, Pierluigi Santi
- Montage : Alberto Moriani (ep. Sabato mattina et L'omaggio), Amedeo Giomini (ep. No, non è per gelosia)
- Musique : Franco Campanino
- Costumes : Anna Penna
- Maquillage : Delia Prina, Stefania Trani
- Sociétés de production : Atlas Cinematografica, Produzioni Atlas Consorziate (P.A.C.)
- Pays de production :  Italie
- Durée : 95 minutes
- Genre : Comédie érotique italienne
- Format : Couleur - Son mono - 35 mm
- Dates de sortie : 
  - Italie : 5 octobre 1979

## Distribution
épisode No, non è per gelosia
- Walter Chiari : Giorgio Mori
- Mario Valdemarin (en) : Valerio
- Daniela Poggi : Irene Mori
- Patrizia Webley : Maîtresse du concierge
- Venantino Venantini :

épisode Sabato mattina
- Aldo Maccione : Andrea
- Orchidea De Santis : Rosita
- Sonia Viviani : Anita
- Lorraine De Selle : La femme d'Andrea
- Nello Riviè : le neveu d'Anita

épisode L'omaggio
- Carlo Giuffré : M. Scarbozzi
- Aldo Giuffré : cardinal
- Liana Trouché : Olga Scarbozzi
- Cindy Leadbetter : Sidney